# Carbonia
Carbonia (en sardo: Carbònia o Crabònia) es un municipio de Italia de 29.887 habitantes en la provincia de Cerdeña del Sur, región de Cerdeña.
Carbonia fue fundada por Mussolini en 1938, está situada en la región minera de Sulcis. Se construyó en dos años y conserva la estructura arquitectónica fascista, con inmensos edificios y anchas calles que convergen en la plaza Roma, donde se encuentran los edificios públicos más importantes, como el Ayuntamiento, la Torre Cívica y la iglesia de San Ponziano. Lo más destacable es un campanario de roca volcánica en dicha iglesia.

## Evolución demográfica
| Gráfica de evolución demográfica de Carbonia entre 1861 y 2001 |
|                                                                |
| Fuente ISTAT - Elaboración gráfica de Wikipedia                |